# بيتر كوبيل
بيتر كوبيل هو لاعب كرة قدم سويسري في مركز حراسة المرمى، ولد في 25 أبريل 1969. لعب مع نادي ثون.